# Maryland Terrapins

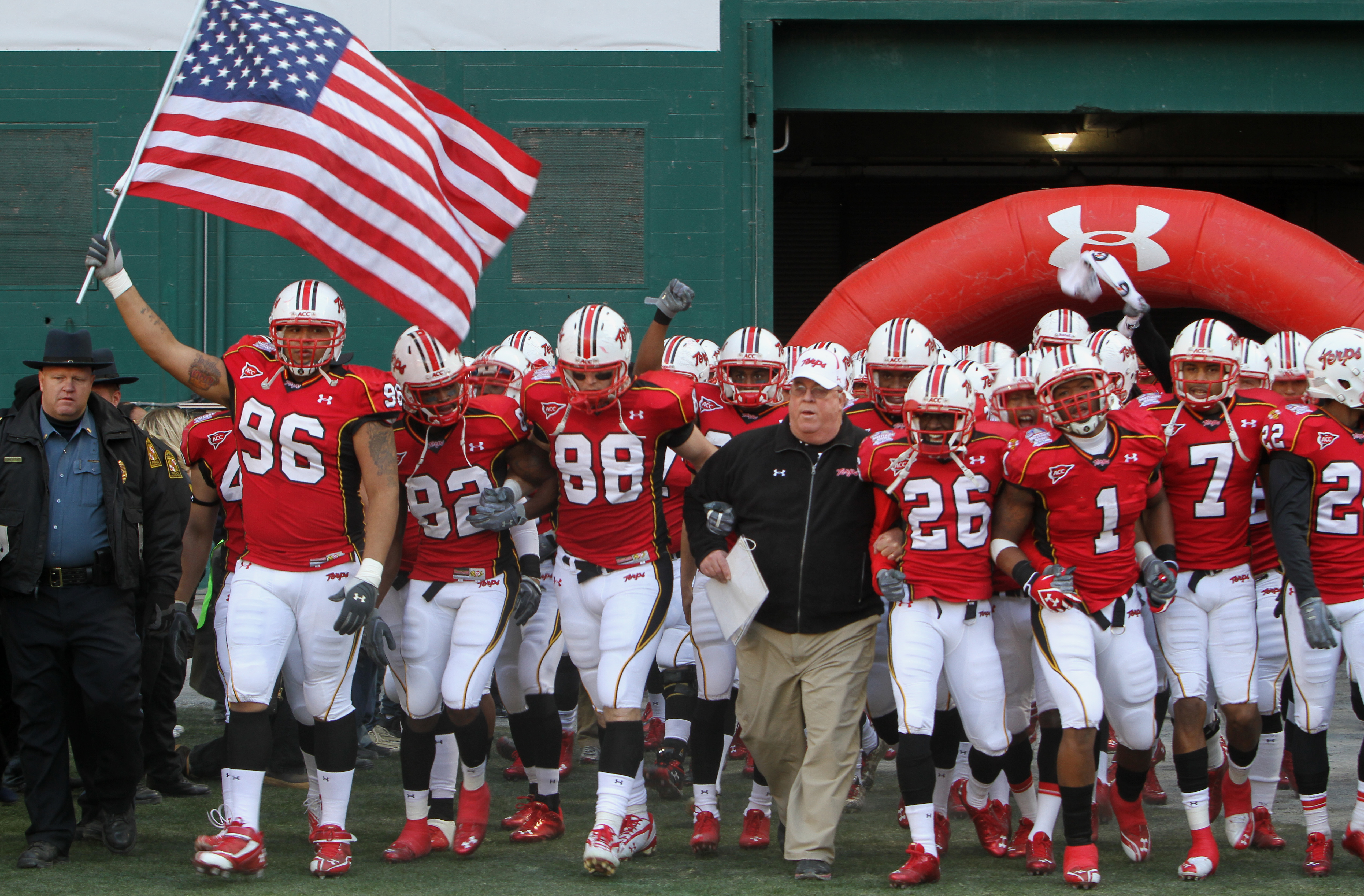
Equipo de fútbol americano.

Maryland Terrapins (español: Tortugas de Maryland) es el nombre de los equipos deportivos de la Universidad de Maryland. Los equipos de los Terrapins participan en las competiciones universitarias organizadas por la NCAA, y forman parte de la Big Ten Conference desde 2014. Entre 1953 y 2014 pertenecieron a la Atlantic Coast Conference, y entre 1921 y 1953 a la Southern Conference.

## Baloncesto
El equipo más popular de la universidad es el de baloncesto masculino, que logró el título nacional en 2002 liderado por Juan Dixon y Chris Wilcox, así como cuatro campeonatos de conferencia. En Maryland también estudió la estrella de la NBA Steve Francis, el jugador Venezolano Greivis Vasquez y el malogrado Len Bias. El conjunto femenino ganó la NCAA en 2006.

## Fútbol
Han ganado 3 veces el campeonato nacional de fútbol de la División I de la NCAA (1968, 2005 y 2008)

## Fútbol americano
El equipo de fútbol americano se hizo con el campeonato nacional en 1953.

## Lacrosse
El equipo de lacrosse masculino ganó el campeonato nacional en 1973, 1975 y 2017. El equipo de lacrosse femenino ganó el campeonato nacional en 1986, 1992, 1995, 1996, 1997, 1998, 1999, 2000, 2001, 2010, 2014, 2015 y 2017.